# Maison au 66, rue du Général-Georges-Strohl à Wangen
La maison au 66, rue du Général-Georges-Strohl est un monument historique situé à Wangen, dans le département français du Bas-Rhin.

## Localisation
Ce bâtiment est situé au 66, rue du Général-Georges-Strohl à Wangen.

## Historique
L'édifice faisait l'objet d'une inscription au titre des monuments historiques depuis 1988 jusqu'à son abrogation en 2015.